# Mir (carte bancaire)
Pour les articles homonymes, voir Mir.
Mir (russe : Мир, [ˈmʲir], Mir signifiant paix et monde) est un système de paiement par carte géré par la Banque centrale de la fédération de Russie via le Système national de cartes de paiement (Национальная Система Платежных Карт, NSPK), qui est géré comme un établissement filiale de la banque centrale russe. Cette carte, au départ réservée à un usage national - uniquement à l'intérieur de la Russie - est devenue une carte internationale de crédit, acceptée notamment dans des pays différents de la Russie, après sa création.

## Historique

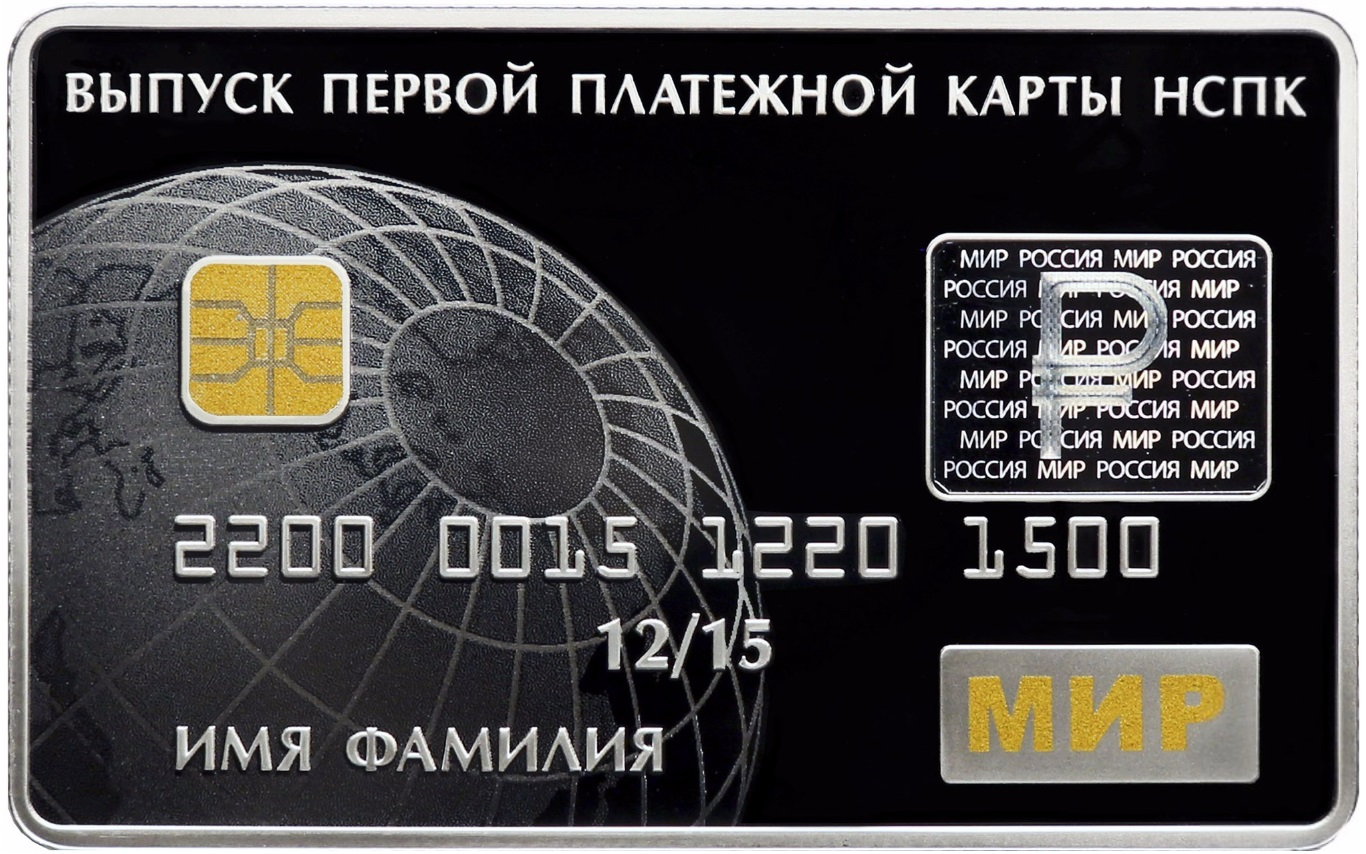
Carte bancaire Mir.

La décision relative à la création de cette nouvelle carte de crédit a été décidée par le gouvernement russe le 5 mai 2014, en réaction à la décision prise de façon unilatérale le 21 mars 2014 par les sociétés gérant les cartes American Express, VISA et MasterCard, de ne plus pouvoir utiliser ces cartes de crédit sur le territoire russe, à la suite de la conquête par la Russie de la Crimée à la fin du mois de février 2014et du référendum organisé en Crimée par les autorités russes en mars 2014 et dont le résultat - favorable à l'intégration de la Crimée au sein de la Russie à 98 % - a été contesté par de nombreux pays. Le coût prévisionnel de cette création de cette nouvelle carte de crédit avait été évalué par le gouvernement russe à l'équivalent de 49 millions de dollars de l'époque, soit  2,8 milliards de roubles. Le 23 mai 2015, le gouvernement russe décide d'appeler cette nouvelle carte de crédit " Mir ". La réalisation de cette carte est confiée à la société russe OpenWay Solutions, filiale de la société belge OpenWay, basée à Mont-Saint Gilbert, près de Bruxelles.
La première carte de crédit Mir au départ valable uniquement sur le territoire russe a été créée le 15 décembre 2015. Différentes grandes sociétés russes ont été les premières à accepter la carte Mir dès le premier trimestre 2016 et les principales banques russes ont diffusé cette carte à compter de juin 2016.  
Ces cartes, en dehors de la Russie, sont maintenant utilisables dans différents autres pays : l' Abkhazie, l' Arménie, la Biélorussie, le  Kazakhstan, le Kirghizistan, l' Ossétie du Sud, l' Ouzbékistan, la Turquie, le Viet Nam, les Émirats arabes unis, le Tadjikistan, Chypre et la Corée du Sud. Initialement acceptée par les sociétés et commerçants russes, la carte est également acceptée par les sociétés étrangères présentes sur le marché russe et disposant de comptes d'accès au réseau Mir.
En dehors de la Russie, la compagnie aérienne israélienne El Al ainsi que le site chinois AliExpress acceptent les paiements par cartes Mir.
En 2022, des négociations sont en cours pour accepter les cartes Mir en Égypte, au Sri Lanka, au Myanmar, en Inde, au Venezuela, au Nigeria, en Chine, en Azerbaïdjan, en Indonésie, aux Maldives, en Angola, en Syrie, en Afrique du Sud, au Nicaragua et en Thaïlande.
D'autres pays n'acceptent que les cartes co-badgées Mir, qui sont émises sur la base de deux systèmes de paiement à la fois. Trois variantes de cartes co-badgées sont actuellement disponibles :
- "Mir"- Maestro : avec le système de paiement Mastercard, fonctionnant dans 180 pays
- "Mir"- UnionPay : avec le système de paiement chinois, valable dans 150 pays
- "Mir"- JCB : avec le système de paiement japonais, accessible dans plus de 190 pays[3].

Au cours de l'année 2017, la carte Mir a été équipée d'un dispositif de lecture sans contact.
Depuis sa création, le gouvernement russe promeut ce système, à la faveur de dispositions d'ordre réglementaire ou législatif. Ainsi, les aides publiques fédérales russes doivent être versées aux particuliers ou aux entreprises sur des comptes bancaires munis de  la carte Mir, à compter du 1er juillet 2018 . En 2018, la carte Mir est détenue par environ 7 millions de Russes et est utilisable dans plus de 200 000 distributeurs automatiques ainsi qu' auprès de plusieurs millions de commerçants (plus de 3 millions). À compter du 1er juillet 2020, la carte Mir est délivrée à titre gratuit aux retraités russes, qui reçoivent leur pension grâce à cette carte.
En octobre 2021, plus de 100 millions de cartes Mir sont diffusées, dans le monde entier.
En 2022, 356 banques russes (soit 58% des institutions de crédit russe)  émettent la carte MIR, dont le coût de réalisation est maintenant identique au coût des cartes VISA et MASTERCARD (soit environ 1 dollar). Les puces adaptées notamment au réseau bancaire russe sont produites par deux entreprises russes de haute technologie, situées dans la banlieue de Moscou, à Zelenograd : il s'agit des sociétés Mikron et Angstrem. Les cartes Mir peuvent être acceptées par les commerçants du réseau Mastercard , comme ceux du réseau  JCB.
À la suite de la décision d'American Express, de Visa et de Mastercard de suspendre leurs opérations en Russie, le 6 mars 2022, à la suite de l'invasion de l'Ukraine le 24 février 2022 par les forces armées russes, les banques russes : Sberbank, Alfa Bank et Tinkoff ont annoncé qu'elles allaient commencer à émettre prochainement des cartes de paiement utilisant le système chinois de cartes UnionPay couplé au réseau russe Mir.
En 2022, en raison de l'importance du tourisme russe en Turquie, Recep Tayyip Erdoğan déclare que la Turquie pourrait commencer à utiliser le système de paiement russe Mir ce qui permettrait aux Russes présents dans le pays de payer avec une carte de crédit, les sociétés occidentales telles que Visa et Mastercard ayant suspendu leurs opérations en Russie. Cependant, en septembre 2022, sous la pression étasunienne, la Turquie se ferme au système russe de paiement par carte Mir.
En 2023, le nombre estimé de cartes Mir est de plus de 140 millions.